# Mustela lutreola novikovi
Mustela lutreola novikovi es una subespecie de  mamíferos carnívoros  de la familia Mustelidae subfamilia Mustelinae.

## Distribución geográfica
Se encuentra en Eurasia.